# Taille (kleding)

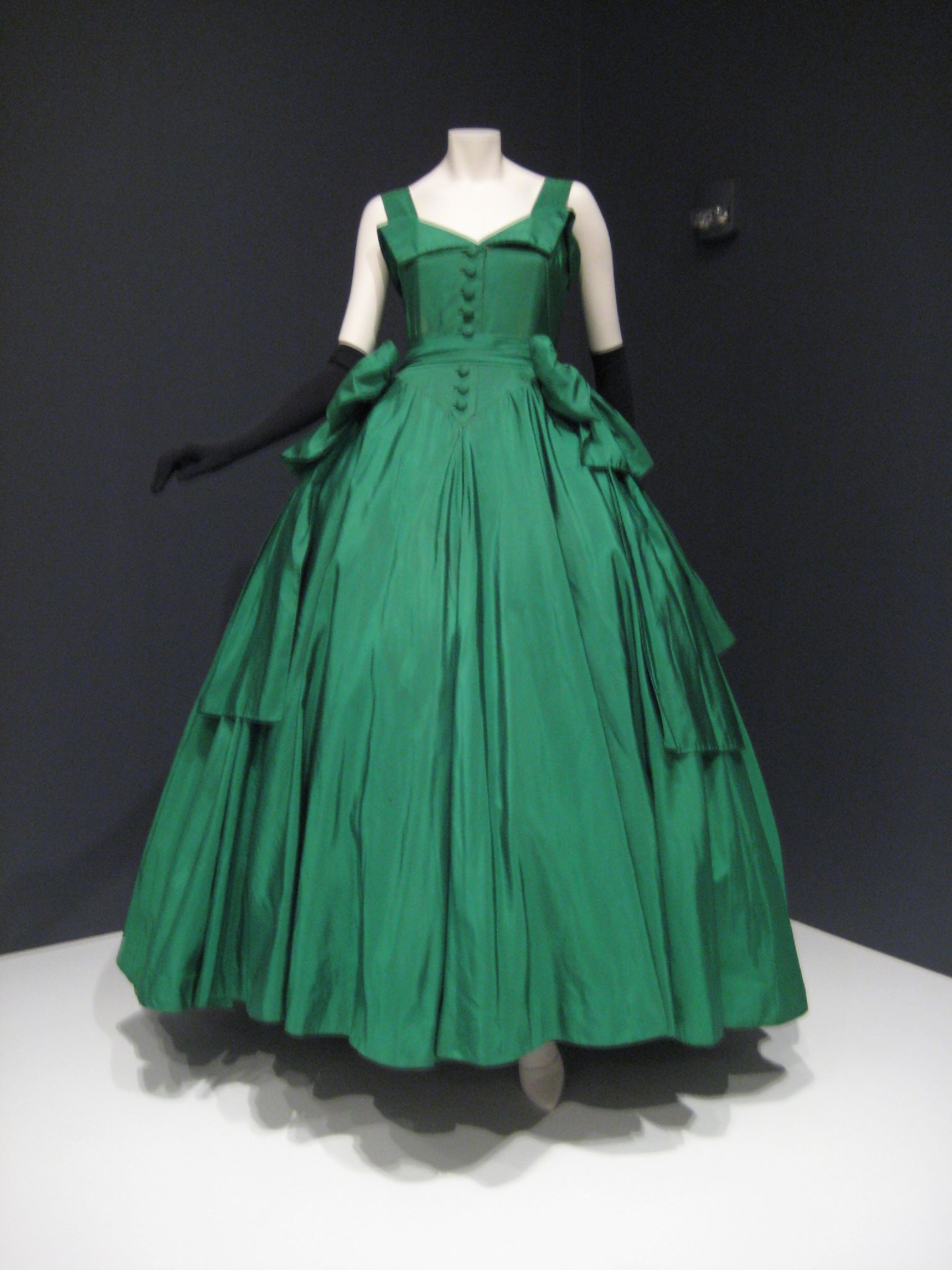
Een lange jurk, in 1954 ontworpen door Christian Dior, met een relatief hoge taille. De jurk combineert een V-vormige taillelijn met een horizontaal lint om de taille te accentueren.

De taille of taillelijn of het middel is de scheidingslijn tussen de boven- en onderkant van een kledingstuk of kostuum. De taille ligt in de buurt van de anatomische taille, het smalste deel van de romp, maar kan evengoed hoger of lager liggen, afhankelijk van de mode. De hoogte van de taille is een bepalend kenmerk van veel modestijlen en evolueert vaak samen met twee andere lijnen: de roklengte en de halslijn. Bij broeken en rokken beschouwt men de bovenrand als de taille; bij jurken is dat het smalste punt of de meest geaccentueerde lijn, bijvoorbeeld door de taillenaad of een riem.

## Jurken
Voor jurken worden verschillende mogelijke tailles onderscheiden:
- Geen taille: wanneer er gewerkt wordt met prinsessennaden is er geen taille nodig; het resultaat van deze verticale naden van de schouders of oksels tot aan de zoom is een slank uitzicht zonder uitgesproken taille.
- Diagonale of asymmetrische taille: een taille die diagonaal over het middel loopt.
- Verlaagde taille (drop waist): een lage horizontale taille die op de heupen valt en het lichaam zo door midden deelt. Populair in de jaren 1920.
- Empiretaille: een zeer hoge horizontale taille net onder de boezem, die een lange, slanke figuur creëert.
- Verhoogde taille: een horizontale taille boven de natuurlijke taille, maar lager dan de Empire.
- Natuurlijke taille: een taillelijn ter hoogte van de anatomische taille, die de drager korter doet lijken.
- V-vormige of basque-taille: een taillelijn die naar beneden toeloopt op een punt onder de navel, en die als flatterend wordt gezien voor dragers met brede heupen.
- U-vormige taille: zoals een V-vormige taille, maar met gebogen lijnen.
- Omgekeerde V- of U-vormige taille: een taillelijn die hoog begint in het midden en daalt naar de zijden; de punt kan zich ter hoogte van de boezem bevinden maar ook boven de heupen.

## Broeken
Een broek heeft een hoge taille wanneer de broeksband op het anatomische middel rust. Bij een lage taille rust de broek op of onder de heupen (vandaar ook heupbroek). De begrippen zijn echter relatief en de invulling ervan verschilt voor dames- en herenmode en verandert met de tijd. 

### Geschiedenis
Vóór de 20e eeuw droegen mannen hun broek doorgaans op of rond de anatomische taille, om de eenvoudige reden dat dit de smalste plek van de romp is. Bij de hoge tailles van de 19e eeuw en begin 20e eeuw hoorden vaak bretellen. In de Westerse mode bleef de broeksband tot in de jaren 1950 ter hoogte van de navel zitten, ook bij de opkomende spijkerbroeken. Wanneer ook vrouwen langzamerhand broeken begonnen te dragen (tot midden 20e eeuw beschouwde men dat in veel situaties als ongepast), lag de taille eveneens hoog. 
In de jaren 1960 verschenen hip-huggers, broeken met de broeksband op de heupen, een aansluitende fit rond de heupen en dijen en wijde pijpen vanaf de knieën. De taille daalde daarmee tot onder de navel. De mode raakte ingeburgerd bij de mods en hippies en beïnvloedde de looks van disco in de jaren 70. Over het algemeen bleven tailles echter hoog. In de deftige herenmode, en onder een ouder publiek, hield men vast aan de taille op navelhoogte. Onder jongeren waren hoge tailles opnieuw populair in de jaren 80 en 90.

#### Jaren 1990 en 2000
Lage tailles vonden hun weg naar de mainstream tijdens de jaren 90. Enerzijds vanuit de hiphopcultuur. In de jaren 80 droegen breakdancers en skateboarders poffige broeken, een stijl die gepopulariseerd werd door M.C. Hammer. Sagging, het zeer laag dragen van de broek, wordt in verband gebracht met de plunjes in Amerikaanse gevangenissen, al ontbreekt bewijs voor die hypothese. De broeken – veelal jeans nu – werden nog wijder in de jaren 90 en werden almaar lager gedragen, tot onder de billen, door rappers, punks en ravers. Daarmee zetten ze zich af tegen de aansluitende acid wash-jeans van metalheads. De trend bleef beperkt tot jongeren- en subculturen begin jaren 90, maar begon midden het decennium door te breken in de mainstream en bleef populair tot in de jaren 2000.
Anderzijds werd de lage taille begin jaren 90 geïntroduceerd in de haute couture en brak ze vandaar uit door naar achtereenvolgens de damesmode en de herenmode. Topmodel Kate Moss werd opgemerkt op de cover het tijdschrift The Face in maart 1993, waar ze poseerde met beide duimen onder de broeksband van een vrij lage broek. Modeontwerper Alexander McQueen pakte in zijn Dante-collectie van 1995/1996 uit met half ontblote billen. De mode brak pas door rond 1999/2000, eerst bij jongeren. De populariteit wordt onder andere toegeschreven aan popsterren als Britney Spears, Christina Aguilera, Paris Hilton en Jennifer Lopez, early adopters van de zeer lage taille. Hoewel de mode van de naveltruitjes en lage tailles in het begin voor consternatie zorgde, raakte ze stelselmatig ingeburgerd en gingen de tailles bij de meeste merken merkbaar omlaag. Bij het klassieke jeansmerk Levi Strauss verschenen laaggetailleerde jeansbroeken in de dames- en herencollecties respectievelijk in 2000 en 2002. Hoewel zeer lage tailles slechts een paar jaar populair waren, bleven broeken over het algemeen laag tot midden jaren 2010.

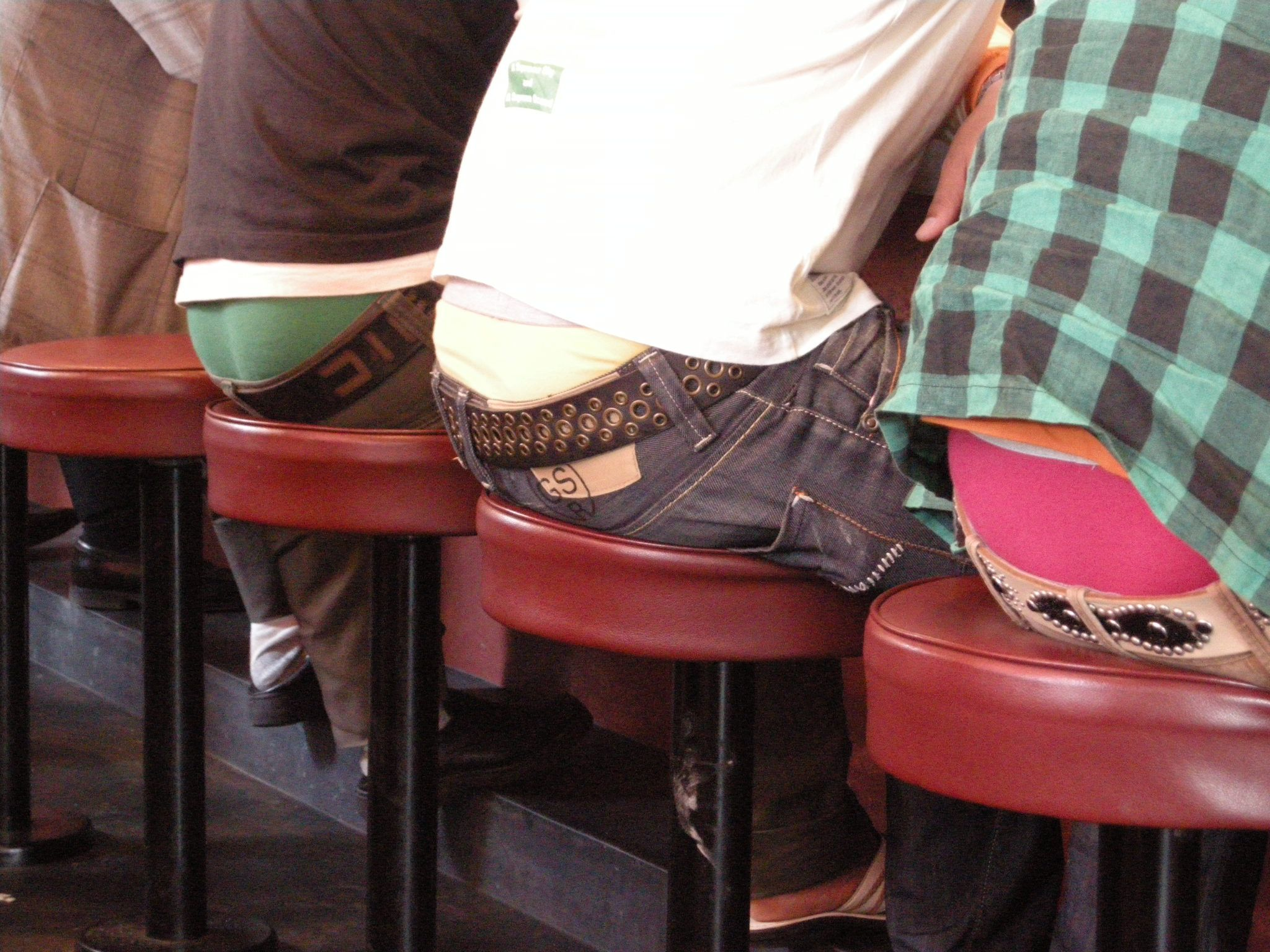
Japanse mannen met laaghangende broeken (sagging), 2008
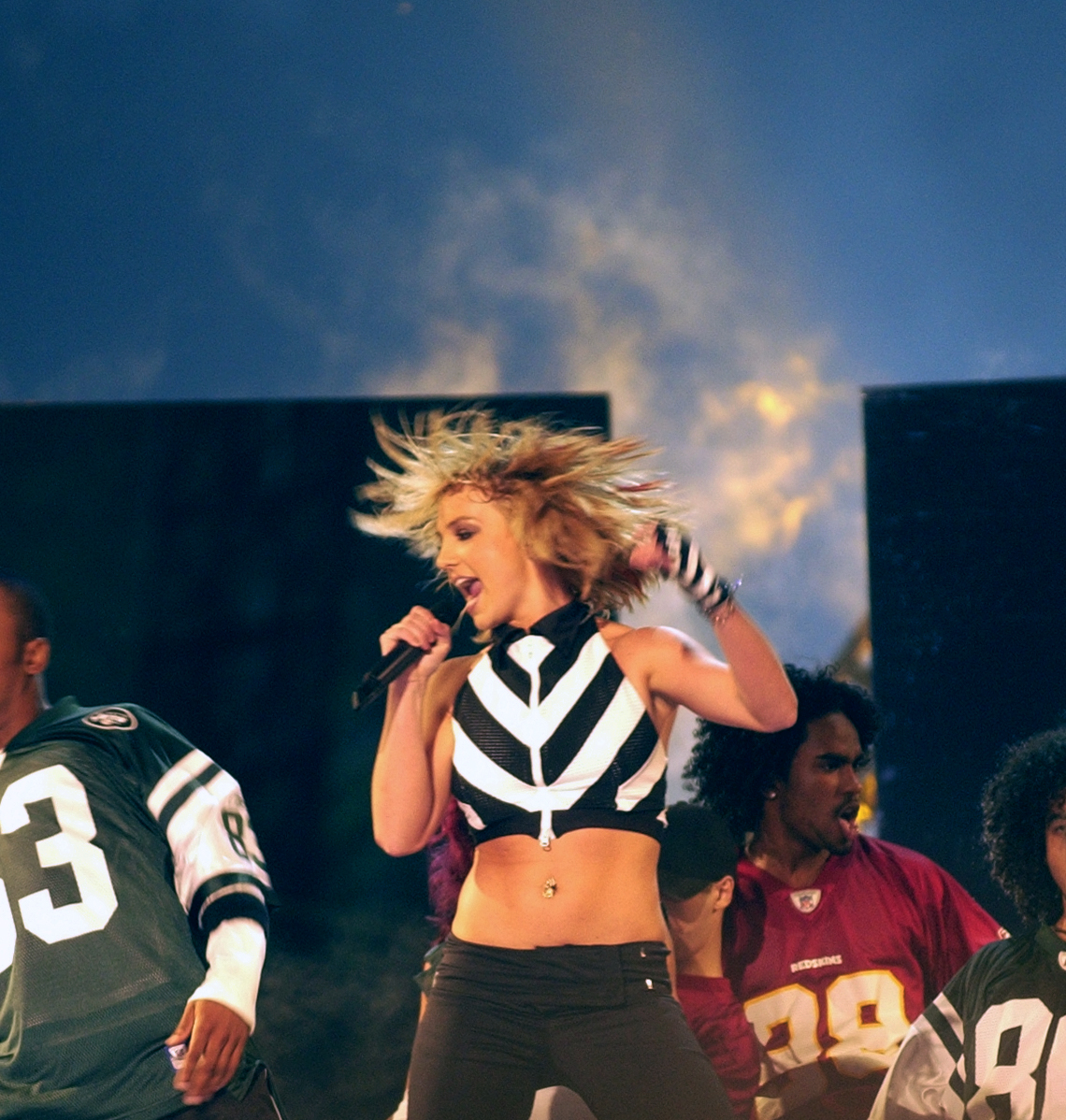
Popster Britney Spears in een naveltruitje en broek met lage taille, 2003
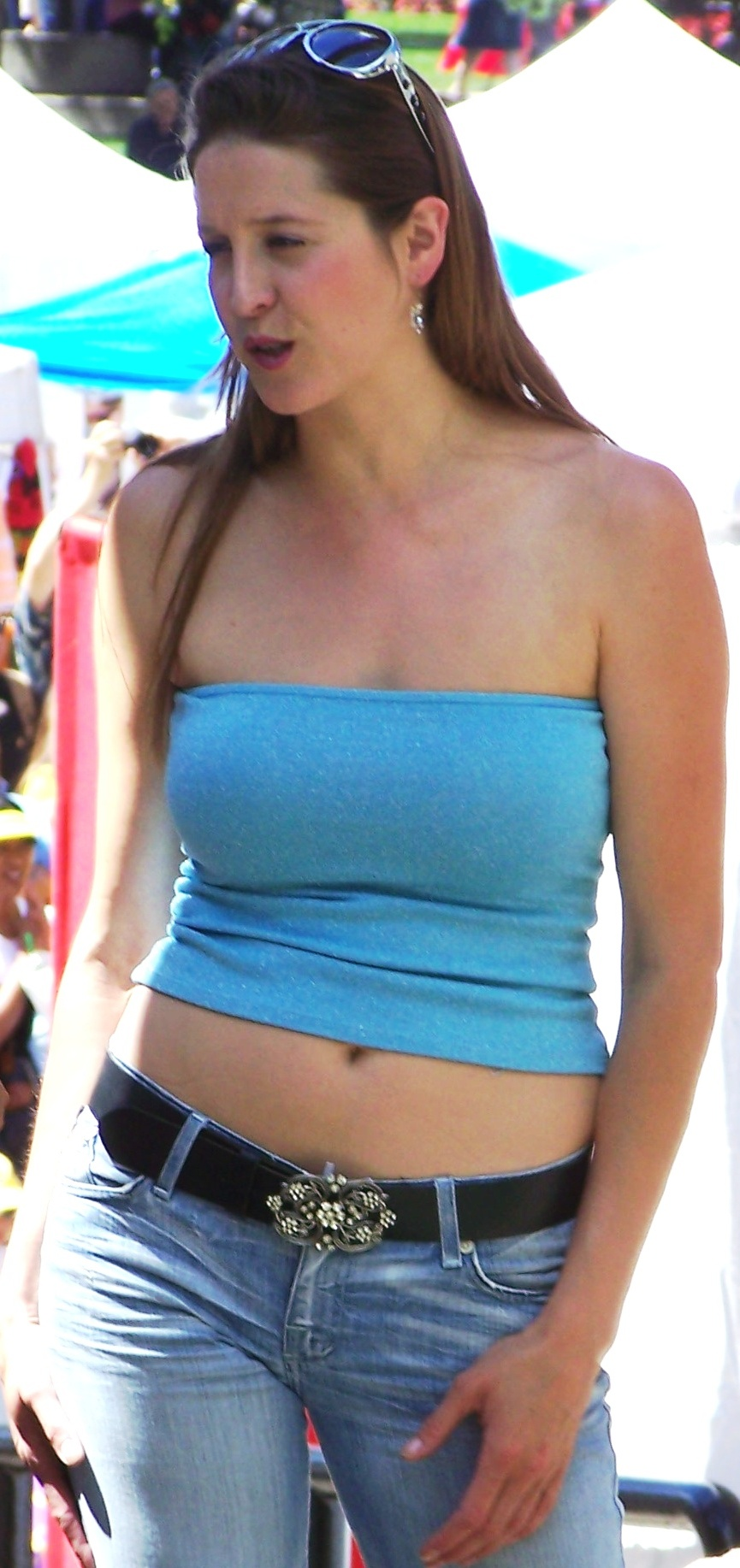
Aansluitende, laaggetailleerde jeans in de alledaagse kleding van eind jaren 2000

#### Jaren 2010 en 2020
In de tweede helft van de jaren 2000 begon men lage en wijde broeken in te wisselen voor zogenaamde skinny jeans. De laagste tailles verdwenen langzamerhand en hier en daar werd geëxperimenteerd met hoge tailles. Al in 2005 begon de modewereld hogere tailles in de markt te zetten. Die braken definitief door in de damesmode midden jaren 2010. Populair onder jonge vrouwen waren de zogenaamde mom jeans, een opfrissing van de hoge jeansbroeken uit de jaren 80 en 90. In de Westerse herenmode gingen de tailles evenzeer omhoog, maar braken uitgesproken hoge tailles niet algemeen door.
Eind jaren 2010 werd er in modebladen gespeculeerd over de terugkeer van lage tailles. In 2021 werd opgemerkt dat de Y2K fashion van rond het jaar 2000 opnieuw ingang vond bij Generatie Z, onder andere via de socialmedia-app TikTok.

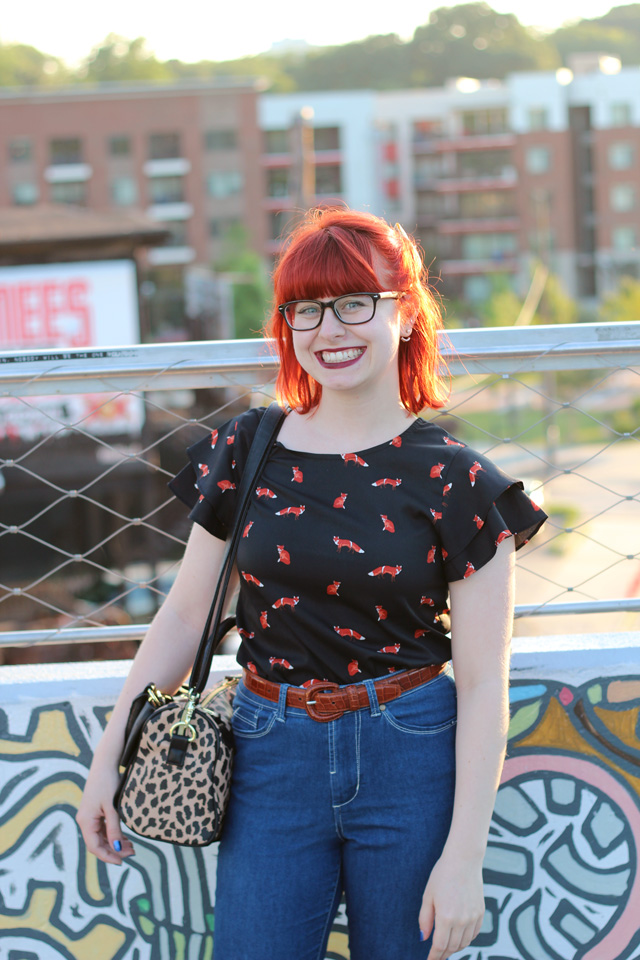
Hooggetailleerde jeans met een knipoog naar de fifties, 2015
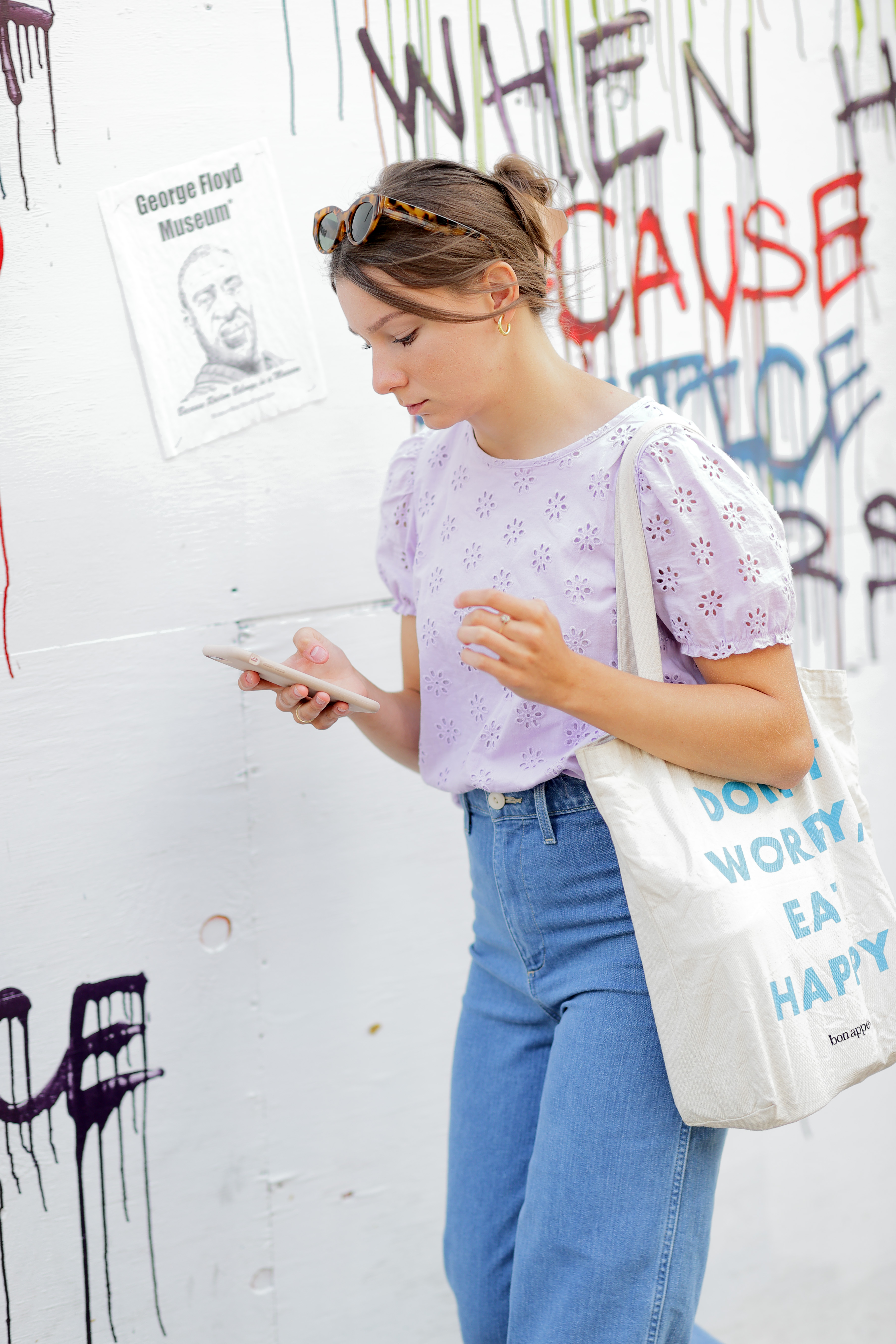
Hoge mom jeans met wijde pijpen, 2020